# ポゼッション (2012年の映画)
『ポゼッション』（The Possession）は、2012年制作のアメリカ合衆国のホラー映画。

## ストーリー
妻と離婚したクライドは、週末に二人の愛娘と過ごすことを楽しみにしていた。しかしある日、次女のエミリーがガレージセールでアンティークの木箱を購入したことで事態は急変する。それ以来、彼女は徐々に暴力的な性格になっていき、ついには常軌を逸した行動を取るようにまでなってしまう。これに危機感を抱いたクライドは、原因はあの木箱にあると突き止め、ついに木箱に隠された恐ろしい秘密を知る。

## キャスト
| 役名         | 俳優                           | 日本語吹替 |
| ------------ | ------------------------------ | ---------- |
| クライド     | ジェフリー・ディーン・モーガン | 楠大典     |
| ステファニー | キーラ・セジウィック           | 田中敦子   |
| エミリー     | ナターシャ・カリス             | 白石涼子   |
| ハンナ       | マディソン・ダヴェンポート     | 今井麻夏   |
| ブレット     | グラント・ショウ               | 遠藤大智   |
| ザデック     | マティスヤフ                   | 上杉陽一   |